# ضرر (فلم)
ضرر (بالإنجليزية: Damage)، هُو فيلم دراما أوغندي صدر سنة 2016 وقد أخرجه وأنتجه دنيس ديكوسوكا جونيور.

## وصلات خارجية
- ضرر  في قاعدة بيانات الأفلام على الإنترنت (بالإنجليزية)